# Babur

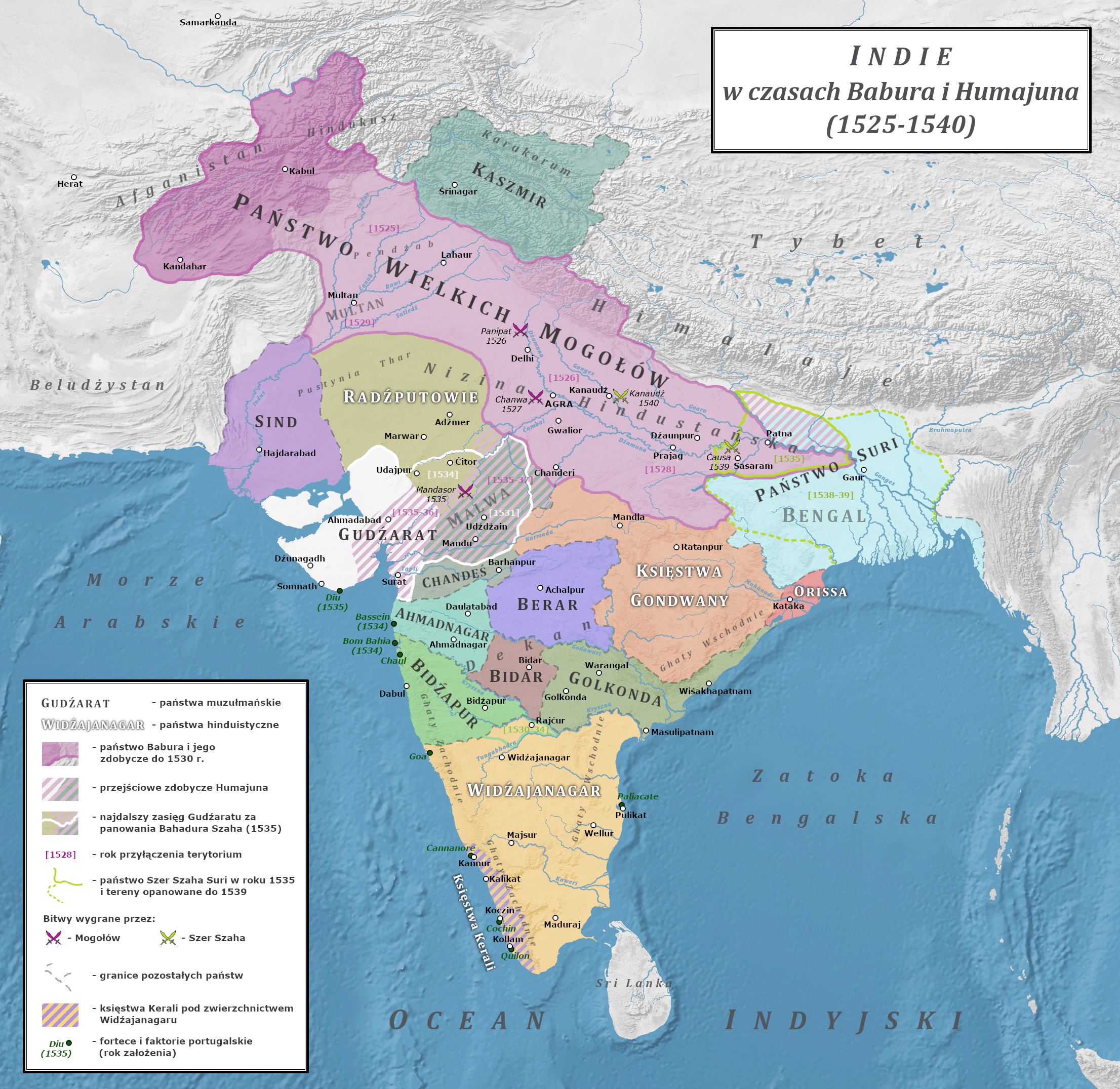
Indie w czasach Babura

Zahir ad-Din Muhammad Babur (albo Baber, Babar; ur. 14 lutego 1483, zm. 26 grudnia 1530) – założyciel państwa Wielkich Mogołów. Wódz, polityk, protektor nauki i sztuki. Autor pamiętników Baburnama (Zapiski Babura), traktatu o sprawowaniu rządów i utworów poetyckich.

## Młodość
Właściwe imię Babura to Zahir ad-Din Muhammad, Babur (prawdopodobnie tur. "Tygrys", por. babr) to późniejszy przydomek. Ojciec Babura był władcą Fergany, jednego z niewielkich państw Azji Środkowej. Ród władców Fergany wywodził się od Timura.
Babur został władcą Fergany po śmierci ojca w 1494, gdy miał jedenaście lat. Już w tak młodym wieku toczył wiele zwycięskich walk z rodziną i wrogami zewnętrznymi. Walczył z Uzbekami, którzy pod wodzą chana Muhammada Szejbaniego zajęli Samarkandę, starą stolicę Timura. Walki te były długie i bezowocne – po raz pierwszy Babur zdobył Samarkandę w 1497, ale utracił władzę w Ferganie. Gdy próbował odzyskać Ferganę stracił kontrolę nad Samarkandą. Udało mu się ponownie opanować Samarkandę dzięki pomocy arystokracji miejskiej, która odwróciła się od Szejbaniego i otworzyła przed Baburem bramy miasta zimą 1500. Jednakże w kwietniu 1501 Szejbani pokonał wojska Babura w bitwie nad Zarawszanem i po wielomiesięcznym oblężeniu odbił miasto. Długotrwałe oblężenie Samarkandy zostało opisane przez Babura w jego pamiętnikach. O zdobyciu Samarkandy na zawsze i utrwaleniu władzy w Azji Środkowej marzył całe życie. Babur zwracał się w czasie oblężenia o pomoc do innych Timurydów, szczególnie do Husajna Bajkary władającego w Heracie, ale nie otrzymał od nich wsparcia.
Po śmierci Szejbaniego w 1510 w bitwie stoczonej w okolicach Merwu z siłami Isma'ila, szacha Iranu z dynastii Safawidów, Baburowi udało się na krótko jeszcze raz opanować Samarkandę, gdy wykorzystał powstałe zamieszanie w państwie Szejbanidów. Jako władca Kabulu, przybył szybko drogą przez Kunduz do Hisaru i pokonał w 1511 bitwie pod Pul-i sangin nad Wachszem wojska szejbanidzkie. Opanował centralny Mawarannahr wraz z Samarkandą, Bucharą i Karszy. Jednakże w dość krótkim czasie zraził do siebie miejscową ludność, gdy manifestował swoje szyickie poglądy i zaczął psuć pieniądze.
Wiosną 1512 sułtan Ubajd Allah, bratanek Szejbaniego, rozbił armię Babura pod Bucharą i odebrał mu władzę nad Mawarannahrem. Babur uciekł do Hisaru. Jesienią tego samego roku próbował na czele licznej armii Kyzyłbaszów, wysłanych mu na pomoc przez szacha Isma'ila, odzyskać Mawarannahr, ale mimo początkowych sukcesów został rozbity przez Szejbanidów w bitwie pod Hidżuwanem. Babur i Timurydzi utracili władzę w Azji Środkowej, gdy Szejbanidzi opanowali Taszkent, Ferganę i Hisar.

## Podbój Indii
W 1504 podporządkował sobie Kabul i Kandahar, w 1519 Pendżab, który płacił mu trybut. 21 kwietnia 1526 dowodząc 12 tysiącami konnicy pokonał w bitwie pod Panipatem stutysięczną armię sułtana delhijskiego Ibrahima Lodiego, podczas której użył po raz pierwszy na subkontynencie indyjskim broni palnej. Zwycięska bitwa umożliwiła zdobycie Delhi i Agry. W 1527 pokonał pod Chanwą koalicję Radźputów i opanował Nizinę Hindustańską. W 1529 zdobył Gwalior i dotarł do granic Bengalu i Himalajów.

## Organizacja imperium
Babur nie zasłynął jako organizator, organizację imperium przeprowadzili jego następcy. Zastąpił jednak swobodną konfederację plemion afgańskich silnymi rządami absolutnymi, umocnił też bardzo władzę pierwszego ministra oraz znaczenie języka perskiego i perskich obyczajów na dworze. Babur znany był też z okrucieństwa wobec tych, których zwyciężył oraz z organizacji uczt, na których nadużywano opium i alkoholu. Dla oficerów i żołnierzy był bardzo hojny, co nadwyrężało finanse państwa. Nakazał zbudować wiele pałaców, ogrodów, łaźni i stacji pocztowych (dak). Praktykował tolerancję religijną, żenił swoich synów z radźpuckimi księżniczkami i wprowadzał Radźputów na dwór.
Zmarł w 1530 podczas choroby syna Humajuna. Miał modlić się, by choroba przeszła z syna na niego – wkrótce rzeczywiście śmiertelnie zachorował, podczas gdy Humajun wyzdrowiał. Na cześć Babura wzniesiono Meczet Babri w Ajodhji.